# HD 88372
HD 88372，又名BD-06 3096，SAO 137400、HR 4000，是一颗恒星，视星等为6.25，位于銀經248.7，銀緯38.16，其B1900.0坐标为赤經10h 6m 18s，赤緯-6° 38.16′ 25″。